# Danieł Aleksandrow
Danieł Tichomirow Aleksandrow (bułg. Даниел Тихомиров Александров; ur. 13 września 1991 w Dupnicy) – bułgarski zapaśnik startujący w stylu klasycznym.

## Życiorys
Zajął się trenowaniem zapasów w stylu klasycznym. W Pucharze Świata był czwarty w 2013 oraz dziewiąty w 2020. Na akademickich MŚ w 2014 zajął drugie miejsce. Kilkukrotnie startował w mistrzostwach świata, najlepszy wynik uzyskał w 2017 (piąte miejsce). Srebrny medalista mistrzostw Europy w 2020 oraz brązowy w 2016 i 2018. Na igrzyskach europejskich był trzeci w 2015 i dziewiąty w 2019. Olimpijczyk z Rio de Janeiro w 2016, gdzie zajął jedenaste miejsce w kategorii do 75 kg.
W wyborach parlamentarnych w kwietniu 2023 kandydował do Zgromadzenia Narodowego z rekomendacji partii GERB, uzyskując mandat deputowanego 49. kadencji. W październiku 2024 został natomiast wybrany na posła 51. kadencji bułgarskiego parlamentu.